# Mohamed Akotey
Mohamed Akotey est un homme politique et notable communautaire touareg ifoghas nigérien né vers 1967.

## Biographie
Il est originaire du village de Tidène, un peu au nord d’Agadez, et fait des études de géographie à Niamey avant de quitter son pays dans les années 1990 pour poursuivre des études d’archéologie en France à la Sorbonne.
Le 15 décembre 1995, son oncle Mano Dayak, figure emblématique de la rébellion touarègue qui a éclaté en 1991, décède dans un accident d’avion. Il est pressé par sa famille de prendre la tête de la Coordination de la résistance armée (CRA), une union de groupes rebelles menée par ce dernier et est membre du Front de libération Temoust (FLT). Contrairement à son oncle toutefois, il rejoint le processus des « accords de paix définitive ». Il réussit aussi à mettre fin à la querelle de leadership avec Rhissa Ag Boula, qui était devenu un rival de Mano Dayak, au sein de la communauté touarègue.
Il est nommé dix ans plus tard ministre de l’Environnement et de la Lutte contre la désertification en 2007 par le président Mamadou Tandja.
En 2008, il démissionne de son poste de ministre pour devenir président du conseil d’administration d’Imouraren SA, une société nigérienne détenue majoritairement par le groupe nucléaire Orano (alors Areva), mise sur pied pour exploiter la mine d'uranium d'Imouraren.
Salou Djibo lui confie officieusement le rôle de médiateur pour la libération des otages d’Arlit, enlevés le 16 septembre 2010, qu'il poursuivra sous le président nouvellement élu en avril 2011, Mahamadou Issoufou. Il jouera un rôle déterminant dans leur libération le 27 octobre 2013, en contact du côté des jihadistes avec Ibrahim Ag Inawalen.
Après la libération des otages d’Arlit, Mohamed Akotey se voit confier les négociations pour la libération de Serge Lazarevic, enlevé au Mali le 24 novembre 2011.